# أحداث جامعة اليرموك 1986

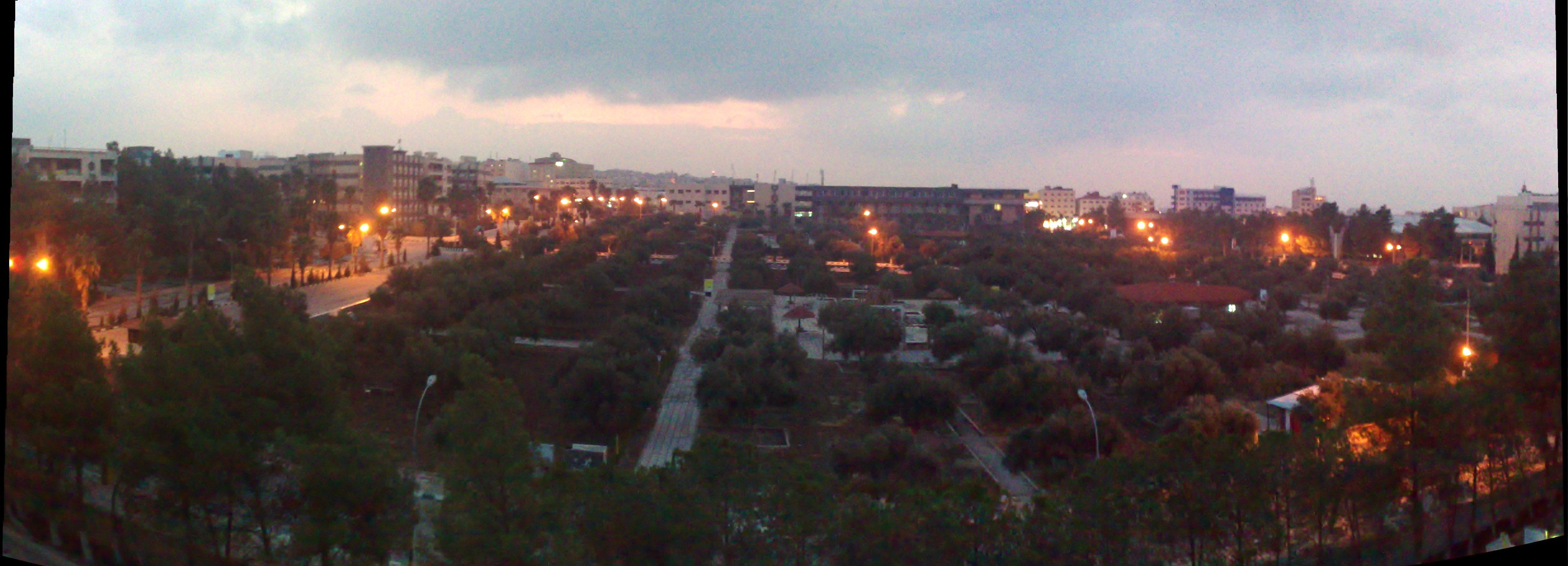
صورة بانورامية لجامعة اليرموك

أحداث جامعة اليرموك 1986 المعروفة باسم أحداث اليرموك، وهي تعتبر جزءا مهما من تاريخ الحركة الطلابية الأردنية. وتعد أحداث جامعة اليرموك أهم تحالف جمع التيارات الطلابية داخل الأردن منذ إنشاء أول هيئة تمثيل طلابية خلال الخمسينات، فقد أبدت تيارات القوى اليسارية وتيار الإخوان المسلمين إخلاصا شديدا في هذه القضية، حيث ارتفعت شعبية كل القيادات الطلابية التي شاركت في الأحداث، ثم كان لمقاطعتها انتخابات المواقع التعليمية في العام التالي احتجاجا على هذه الأحداث دور مهم في تكريس هذه الشعبية الطلابية. 
والواقع ان وجود القوى اليسارية في الجامعات تأثر تأثرا حقيقيا نتيجة لهذه الاحداث، اذ تعرضت تنظيماتهم في جميع الجامعات للملاحقات الامنية مما اضطرها للانصراف إلى العمل السري معظم الوقت، في الوقت ذاته كان الاخوان المسلمون يكرسون انفسهم كقيادة طلابية لها وزنها، ويستفيدون من المستجدات الطلابية في تثبيت اركان وجودهم في قيادة الحركة الطلابية.

## الأسباب
ظهرت الأسباب من عدة أحداث حصلت بين عامي 1983 و1986:

### أحداث عام1983
بدأت الشرارة عندما رفعت الجامعة المعدل التراكمي إلى 70 وعلامة النجاح إلى 65 ووقفت مظاهرات ذلك العام وقامت الجامعة بفصل 400 طالب مما أدى إلى زيادة المظاهرات. وبعدها عادت الجامعة عن قرارها وجعلت المعدل التراكمي 65 وعلامة النجاح 60

### أحداث عام1985
خلال الفصل الثاني من عام 1985 وقعت مشكلة بين الإدارة وطلاب كلية الهندسة. فقررت إدارة جامعة اليرموك استيفاء رسوم مالية بمقدار 90 دينار عن التدريب العملي لطلبة كلية الهندسة. وردا على قرار إدارة الجامعة بادرت الجمعيات الطلابية في كلية الهندسة بإقامة مسيرات وتجمعات احتجاجية بهدف دفع إدارة الجامعة للتراجع عن قرارها، وقابل مجموعة من الطلاب رئيس الجامعة عدنان بدران ولم يقدم المساعدة لهم وقام مجلس العمداء بفصل مجموعة من الطلبة قبيل انتهاء الفصل الجامعي الثاني على خلفية تلك الاحتجاجات

### أحداث عام1986
في يوم 30 آذار 1986 تجمع أمام مبنى كلية العلوم 250 طالبا، وألقيت كلمات مؤيدة لمنظمة التحرير الفلسطينية وهكذا خرجت الأمور عن النطاق الأكاديمي، حيث كان هناك تيار يهدف إلى إزالة رئيس الجامعة من منصبه. وكان وقتها لا يوجد في الأردن إلا جامعة اليرموك والجامعة الأردنية. اتخذ مجلس جامعة اليرموك بتاريخ 3 أيار 1986 قرارا يقضي بفصل 32 طالبا من الجامعة لفصول دراسية متفاوتة في الوقت الذي اعتقلت فيه الاجهزة الامنية عددا من الطلاب، ونتيجة لذلك اخذت اعداد هائلة من الطلبة تشارك في مسيرات احتجاجية داخل الجامعة تطالب بإلغاء قرار الفصل، واخراج المعتقلين، وايقاف التدخل الامني في القضية، والمطالبة بإقامة اتحاد عام لطلبة الأردن.
وبتاريخ 13 أيار 1986 اقام الطلبة تجمعا كبيرا داخل الجامعة استمر حتى المساء، اعتصم الطلبة بعده داخل مباني الجامعة، واستمرت المظاهرات حتى صباح اليوم التالي، وهذه الاحداث شهدت تعاطف عدد كبير من اساتذة الجامعة، اذ اوقف بعضهم الامتحانات أو اجلها، بينما كان الطلبة يقومون بتمزيق اوراق الامتحانات أو يمتنعون عن دخول قاعاتها تضامنا مع المسيرات والاعتصامات.

## الأحداث
اتفق رئيس الجامعة ومدير شرطة إربد ونائب إربد ومدير الأمن العام بتنفيذ مهام حتى يستطيعون إلغاء المظاهرات التي كان أعداد بعض الطلبة فيها يصل إلى 3,000 طالب من مختلف التيارات
فطوقت قوات الامن اسوار الجامعة ابتداء من يوم 13 أيار 1986 وقامت باعتقال نحو ستين طالبا عند خروجهم من الجامعة، ويبدو ان هذا الامر زاد من حدة الاحداث، اذ قرر قادة الطلبة اقامة اعتصام مفتوح داخل الجامعة يوم 14 أيار 1986، استمر خلال الليل حتى قامت قوات البادية التابعة للأمن العام الأردني في الساعة الواحدة والربع صباحا يوم 15 أيار 1986 باقتحام حرم الجامعة مستعملة القوة لفض الاعتصام، حيث أخذ افرادها بضرب الطلبة بالهراوات والعصي الثقيلة، وتم رش غاز مسيل للدموع واطلقوا العيارات النارية في الهواء لتفريق التجمعات.
وأدت هذه الأحداث إلى موت[بحاجة لمصدر] وإصابة العديد من الطلاب. فسقط الطالب إبراهيم حمدان قتيلا نتيجة ضربه بالهراوات على راسه، وكان إبراهيم يومها طالبا في السنة الاخيرة بكلية الهندسة، كما توفيت الطالبتان مها محمد قاسم، ومروة طاهر الشيخ نتيجة الاشتباك الذي حصل، وحمل عدد من الطلاب والطالبات اعاقات دائمة نتيجة الضرب، فأصيبت إحدى الطالبات بشلل نصفي.
ووسط العنف الممارس من قبل القوات الأمنية هرب الطلبة نحو سكن الطالبات داخل الجامعة، ووقفت الطالبات يمنعن تلك القوات من ملاحقة من دخله من الطلاب. ولم يسمح لهم ابدا بالدخول حتى انتهى الامر مع الصباح وخرج الأمن تاريخ 17 أيار 1986 

## النتيجة
صدر عفو ملكي عن الطلبة الذين اعتقلوا على خلفية الاحداث، فيما اقيل رئيس الجامعة عدنان بدران من منصبه، وصدر قرار إداري بإيقاف الدوام في الجامعة لمدة اسبوع، كما تم إلغاء الفصل الصيفي لذلك العام. وقرر مجلس التعليم العالي انهاء خدمات 21 استاذا وإداريا في جامعة اليرموك نتيجة تعاطفهم مع الطلبة. وابتداء من الفصل الأول للعام الجامعي التالي افتتحت جامعة العلوم والتكنولوجيا التي نقلت اليها الكليات العلمية من جامعة اليرموك، فتفرق الطلبة الذين شهدوا تلك الاحداث بين الجامعتين.
ولقد مثلت احداث جامعة اليرموك نموذجا له خصوصيته في التاريخ الطلابي، وبعد انتهاء هذه الاحداث، تلقى طلبة جامعة اليرموك وطلبة الأردن عموما تضامنا طلابيا عالميا هائلا، حيث اقيمت في دول مختلفة من العالم مهرجانات تضامنية، كما تلقت الحكومة برقيات ادانة من جهات مختلفة حزبية ونقابية، ونظمت الجاليات الأردنية والعربية في دول اجنبية مختلفة مظاهرات احتجاجية امام السفارات والقنصليات الأردنية، حيث طالبت هذه الفعاليات بالإفراج عن الطلبة المعتقلين، ووقف التدخل الحكومي في الشؤون الطلابية، وقد مثلت هذه المشاركة العالمية في قضية احداث جامعة اليرموك حالة مميزة بالنسبة لقضايا الحريات العامة، وحقوق الإنسان، والديمقراطية في الأردن؛ لأنها وضعت الحكومة الأردنية وقتها في موقف محرج، وسلطت الاضواء على حالة الاحكام العرفية التي كانت مفروضة في البلاد.

## في الأدب
صدرت رواية للكاتب أيمن العتوم في شهر شباط من عام 2014. وتتحدث الرواية عن أحداث جامعة اليرموك. وتقع الرواية في 63 فصل و 470 صفحة. وقد منعت دائرة المطبوعات الأردنية من تداول وتوزيع الرواية بعد وصول الطبعة الثانية إلى الحدود الأردنية من دار النشر الخاصة في بيروت. وقد صدر من الرواية ثلاث طبعات حتى الآن ويحاكم الكاتب أيمن العتوم أمام القضاء جرّاء قرار المنع الذي تعرضت له الرواية.